# Birger Halvorsen
Birger Halvorsen (ur. 19 lutego 1905, zm. 7 września 1976) – norweski lekkoatleta specjalizujący się w skoku wzwyż.
Podczas swojej kariery pięciokrotnie zdobył medale mistrzostw Norwegii w skoku wzwyż: czterokrotnie złote (1931, 1932, 1933, 1934) oraz srebrny (1935). Największy sukces odniósł w 1934 r. w Turynie, zdobywając srebrny medal mistrzostw Europy w skoku wzwyż.
Czterokrotny rekordzista Norwegii.
Rekord życiowy w skoku wzwyż: 1,97 – Turyn 07/09/1934